# Goatwhore
Goatwhore est un groupe de black metal américain, originaire de La Nouvelle-Orléans. Formé en 1997, le groupe est en actuel contrat avec le label Metal Blade Records et compte à son actif sept albums studios, un split-CD et une cassette audio.

## Biographie
Goatwhore est formé en 1997 par le chanteur et guitariste Sammy Duet à la suite de sa séparation avec son ancien groupe Acid Bath. Le chanteur de Soilent Green L. Ben Falgoust II, le guitariste Ben Stout, le bassiste Patrick Bruders, et le batteur Zak Nolan complètent la formation, qui débute officiellement avec la démo intitulée Serenades to the Tides of Blood. Le premier LP de Goatwhore, The Eclipse of Ages into Black, suit le 22 février 2000. Funeral Dirge for the Rotting Sun paraît le 21 juillet 2003 avant que le groupe ne signe au label Metal Blade Records pour la parution de leur album à venir A Haunting Curse. 
Ils participent à l'Ozzfest en 2008 et en 2010. En 2009, Goatwhore fait paraître son quatrième album, Carving out the Eyes of God, et par en tournée avec Obituary, entre autres. Le 29 juin 2009, ils publient l'album Carving Out the Eyes of God
En janvier et février 2010, Goatwhore embarque pour la tournée Bound by the Road avec DevilDriver, Suffocation, et Thy Will Be Done. En 2010, le groupe confirme sa participation à la liste des titres du jeu vidéo Splatterhouse. Début 2012, le groupe fait paraître son cinquième album, Blood for the Master. Le 10 mars 2014, le groupe termine son sixième album, Constricting Rage of the Merciless, qui sera publié le 8 juillet 2014.

## Membres

### Membres actuels
- Sammy Duet - guitare, chant (depuis 1997)
- Louis Benjamin Falgoust II - chant solo (depuis 1998)
- Zack Simmons - batterie (depuis 2004)
- Robert « Trans Am » Coleman – basse (depuis 2021)[8]

Goathwhore, Party.San 2016
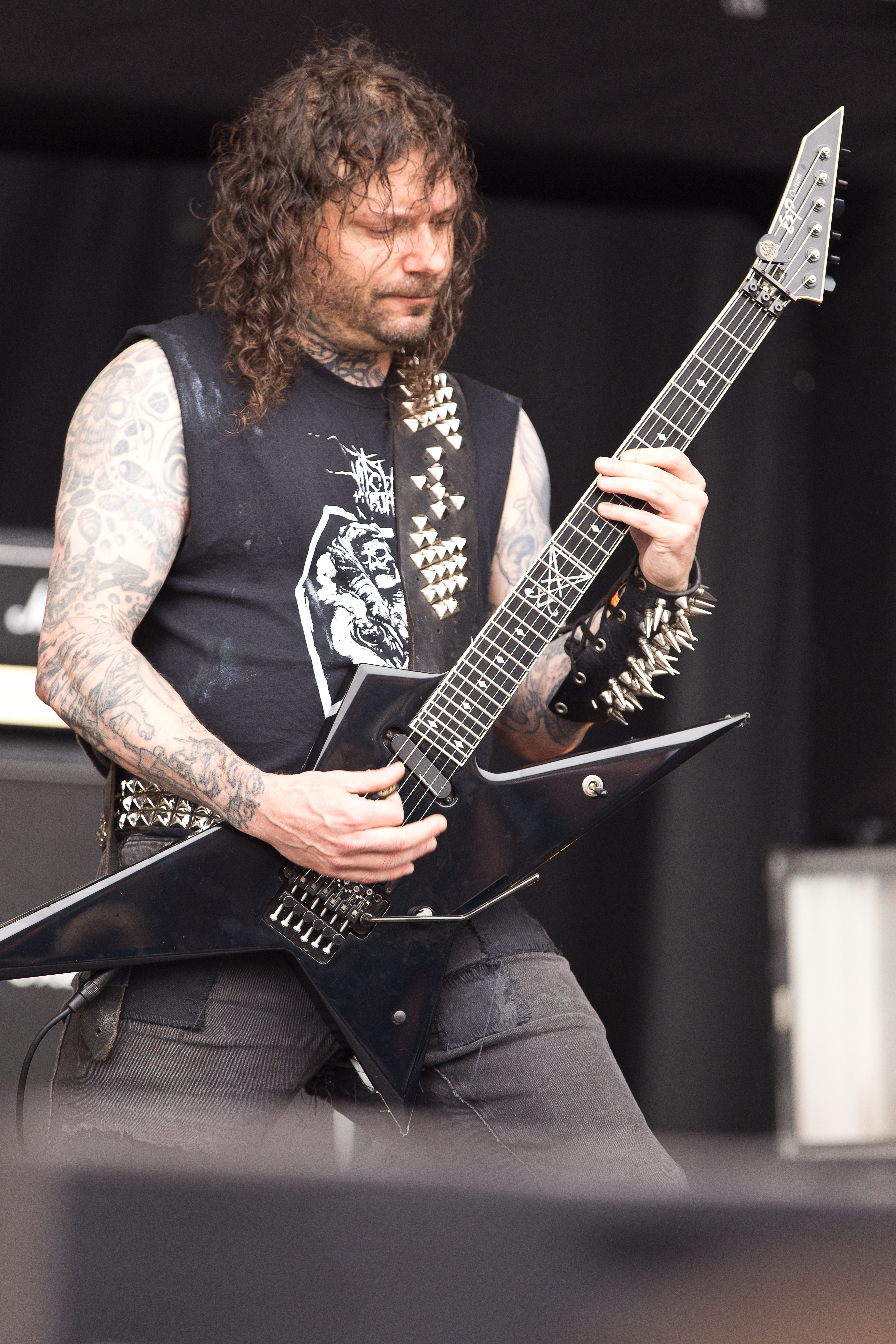
Sammy Duet
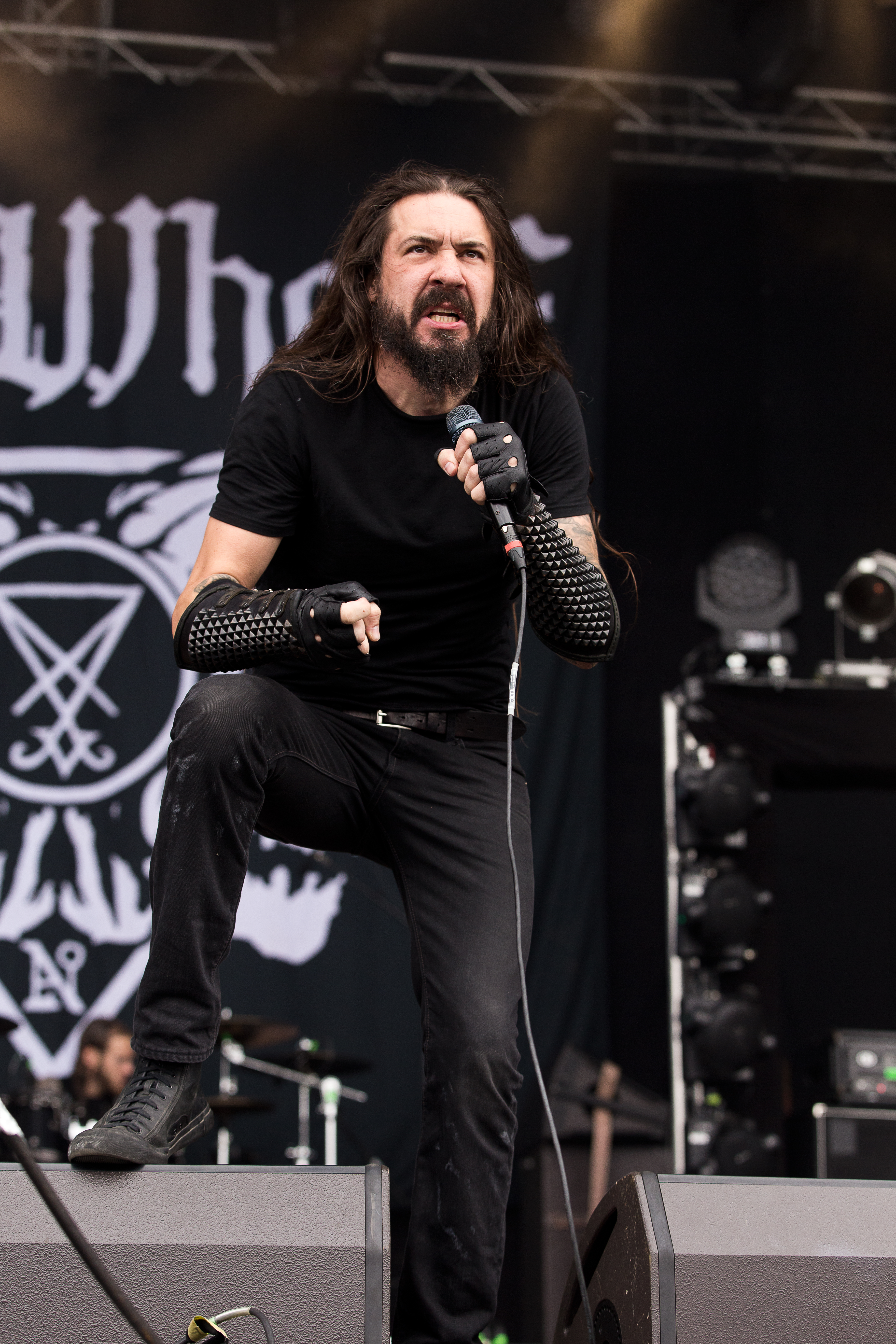
Louis Benjamin Falgoust
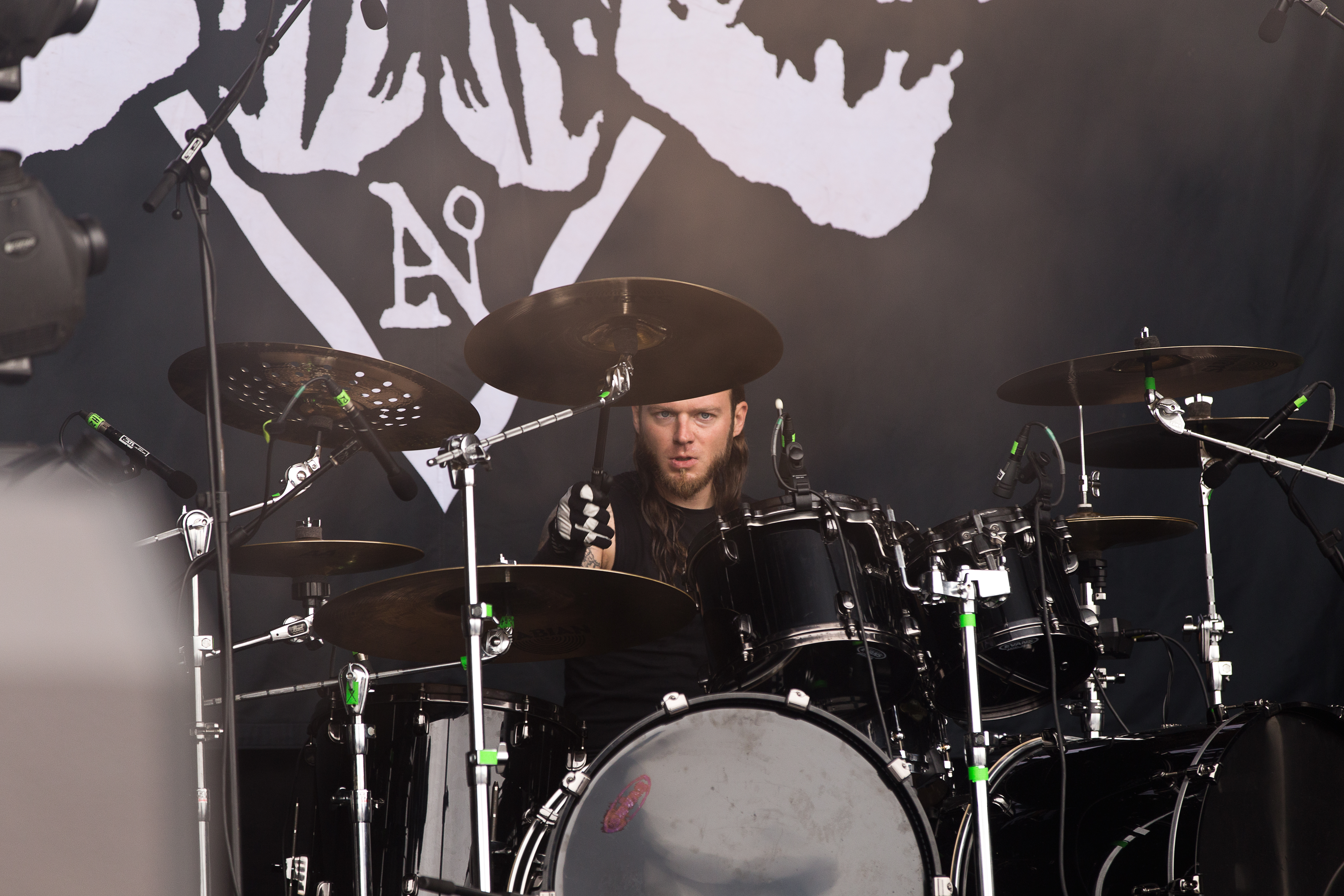
Zack Simmons
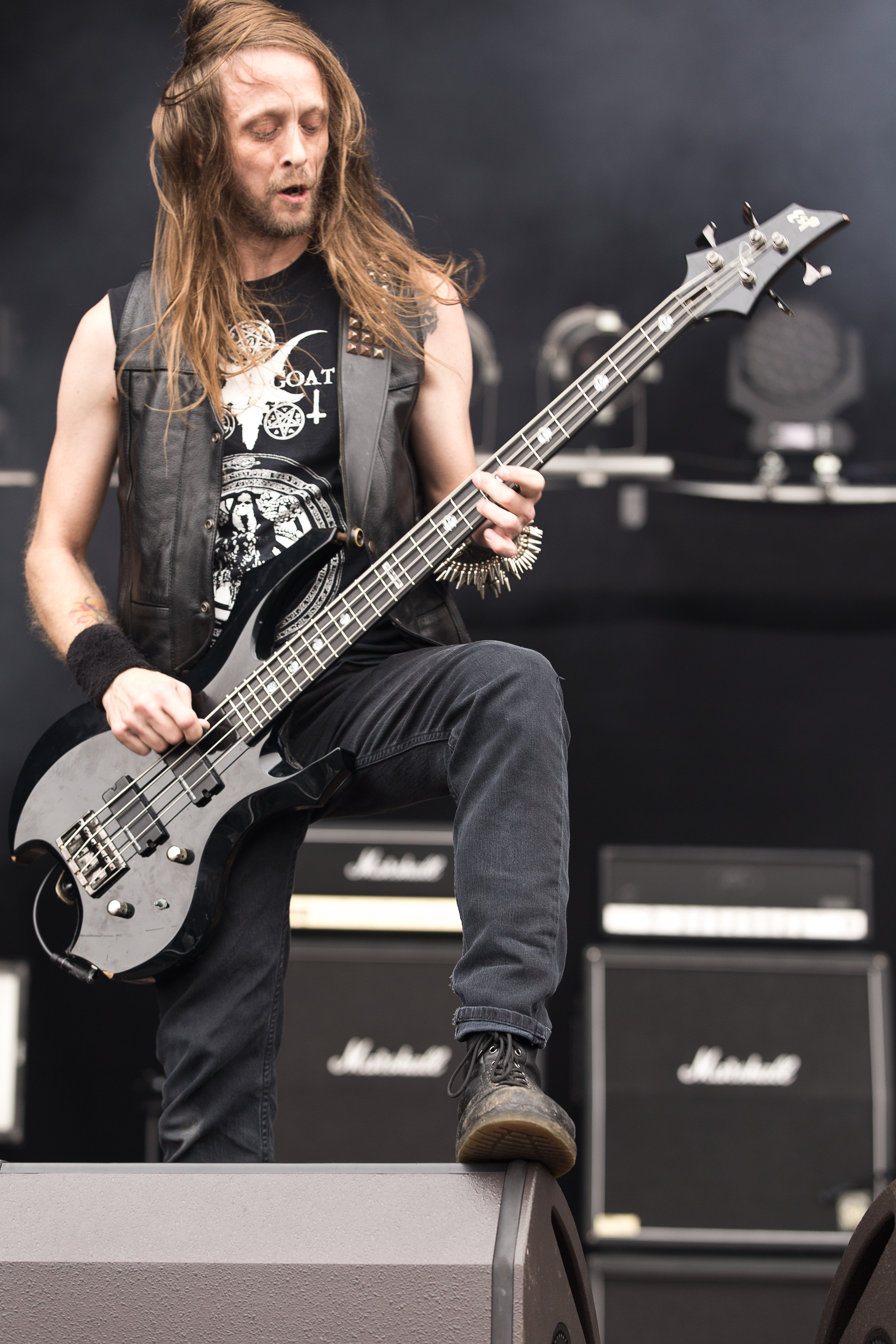
Robert Coleman

### Anciens membres
- Ben Stout - guitare (1997–2002)
- Zak Nolan - batterie (1997–2003)
- Patrick Bruders - basse (1997–2004)
- Tim Holsinger - guitare (2002–2003)
- Jared Beniot - chant (1997)
- Nathan Bergeron - basse (2004–2009)
- James Harvey - basse (2009–2021)